# بتریچه مانچینی
بتریچه مانچینی (ایتالیایی: Beatrice Mancini; ۷ دسامبر ۱۹۱۷ – ۱ مارس ۱۹۸۷) هنرپیشه اهل ایتالیا بود.
از فیلم‌ها یا برنامه‌های تلویزیونی که وی در آن نقش داشته‌است می‌توان به کاراواجو، عروسی خون و فرشته سپید اشاره کرد.